# Franz Neuländtner
Franz Neuländtner, född 29 januari 1966 i Höhnhart i Oberösterreich är en österrikisk tidigare backhoppare.

## Karriär
Franz Neuländtner debuterade i världscupen under tysk-österrikiska backhopparveckan (som ingår i världscupen) på hemmaplan i Bergiselschanze i Innsbruck 4 januari 1983. Han blev nummer 69 i tävlingen. Första pallplatsen kom i Thunder Bay i Kanada 8 december 1985 då han blev nummer två, 0,9 poäng efter Primož Ulaga från dåvarande Jugoslavien. Neuländtner har två delsegrar i världscupen, i Lake Placid i USA 15 december 1985 och i Lahtis i Finland 3 mars 1990. Bästa placeringen sammanlagt var en fjärdeplats säsongen 1985/1985. Samma säsong blev han nummer två sammanlagt i backhopparveckan, efter bland annat en andraplats i öppningstävlingen i Oberstdorf i dåvarande Västtyskland och en ny andraplats i avslutningstävlingen på hemmaplan i Bischofshofen. Neuländtner slutade 25,3 poäng efter landsmannen Ernst Vettori i sammandraget.
Neuländtner startade i skidflygnings-VM 1986 på hemmaplan i Kulm i Bad Mitterndorf. Där vann han silvermedaljen, 14,5 poäng efter landsmannen Andreas Felder. 1986 blev första gången som en nation tog mer än en medalj vid samma mästerskap, då österrikare tog hem både guld och silver.
Franz Neuländtner deltog i två Skid-VM. Under sitt första Skid-VM, i Oberstdorf 1987 han nummer 58 i normalbacken och nummer 45 i stora backen. I lagtävlingen vann han en bronsmedalj tillsammans med lagkamraterna Ernst Vettori, Richard Schallert och Andreas Felder. Österrike var 46,6 poäng efter Finland och 10,5 poäng efter Norge.
Under Skid-VM 1989 i Lahtis blev Neuländtner nummer 23 i normalbacken och nummer 6 i stora backen (20,0 poäng efter hemmafavoriten Jari Puikkonen och 6,5 poäng från prispallen). I lagtävlingen slutade österrikarna på en sjätteplats. Finland vann före Norge och Tjeckoslovakien.
Neuländtner skadade sig svårt under skidflygning i Kulm januari 1993. Han avslutade då sin idrottskarriär.

## Senare karriär
Efter avslutatad aktiv idrottskarriär började Neuländtner för Fischer Sports GmbH med skidteknik och var servicmann för bland andra Andreas Goldberger och Sven Hannawald. Neuländtner är chef för Fischer-Skis backhoppningsavdelning.